# Death Magnetic
Death Magnetic is het negende studioalbum van de Amerikaanse metalband Metallica, dat werd uitgebracht door Warner Bros. Records op 12 september 2008.

## Geschiedenis
Het album werd geproduceerd door Rick Rubin en markeert een terugkeer naar het progressieve thrashmetalgeluid van de eerste vier albums van de band. Ter ere van de verschijning van het album gaf de groep twee concerten, te weten in Berlijn (12 september) en Londen (15 september), die alleen toegankelijk waren voor leden van de fanclub en/of de website Mission Metallica.
Het is ook het eerste album waarop alle leden van de band aan alle nummers hebben meegewerkt.

### Kritiek
Het album werd in 2008 breed in de media bekritiseerd in verband met de loudness war (luidheid-oorlog), een trend om muziek zo hard mogelijk te laten klinken. De cd-versie van het album heeft een overdreven gemiddelde luidheid die ver boven het punt van een digitale grens reikt, en daarmee vervorming veroorzaakt. Het probleem werd benoemd door luisteraars en professionals in de muziekindustrie, en beschreven in meerdere internationale publicaties zoals Rolling Stone, The Wall Street Journal en Wired.
De muzieknummers zijn ook als downloadbare inhoud beschikbaar in het computerspel Guitar Hero: World Tour. Het probleem van te luid gemixte nummers is hier afwezig.
Drummer Lars Ulrich wees de kritiek van de hand door te zeggen: "Het is 2008, dat is hoe we platen maken." Ondanks deze uitspraak werd de agressieve manier van mastering niet ontkend. Er is door bijna 13.000 fans een online petitie getekend om het album te remasteren. Volgens Ulrich was dit het werk van internettrollen die Metallica wilden tegenwerken.

## Tracklist
Alle nummers door Hammett, Hetfield, Trujillo en Ulrich.
1. "That Was Just Your Life" – 7:08
2. "The End of the Line" – 7:52
3. "Broken, Beat & Scarred" – 6:25
4. "The Day That Never Comes" – 7:56
5. "All Nightmare Long" – 7:57
6. "Cyanide" – 6:39
7. "The Unforgiven III" – 7:46
8. "The Judas Kiss" – 8:00
9. "Suicide & Redemption" – 9:57
10. "My Apocalypse" – 5:01

## Uitgebrachte singles
| Verschijningsdatum | Titel                                |
| ------------------ | ------------------------------------ |
| 21-08-2008         | The Day That Never Comes (alleen VS) |

## Uitvoerende musici
- James Hetfield - zang, gitaar; leadgitaar (9), piano (7 - intro)
- Kirk Hammett - leadgitaar
- Robert Trujillo - basgitaar
- Lars Ulrich - drums

## Hitnotering
| "Death Magnetic" in de Nederlandse Album Top 100 - binnen: 20-09-2008 | "Death Magnetic" in de Nederlandse Album Top 100 - binnen: 20-09-2008 | "Death Magnetic" in de Nederlandse Album Top 100 - binnen: 20-09-2008 | "Death Magnetic" in de Nederlandse Album Top 100 - binnen: 20-09-2008 | "Death Magnetic" in de Nederlandse Album Top 100 - binnen: 20-09-2008 | "Death Magnetic" in de Nederlandse Album Top 100 - binnen: 20-09-2008 | "Death Magnetic" in de Nederlandse Album Top 100 - binnen: 20-09-2008 | "Death Magnetic" in de Nederlandse Album Top 100 - binnen: 20-09-2008 | "Death Magnetic" in de Nederlandse Album Top 100 - binnen: 20-09-2008 | "Death Magnetic" in de Nederlandse Album Top 100 - binnen: 20-09-2008 | "Death Magnetic" in de Nederlandse Album Top 100 - binnen: 20-09-2008 | "Death Magnetic" in de Nederlandse Album Top 100 - binnen: 20-09-2008 | "Death Magnetic" in de Nederlandse Album Top 100 - binnen: 20-09-2008 | "Death Magnetic" in de Nederlandse Album Top 100 - binnen: 20-09-2008 | "Death Magnetic" in de Nederlandse Album Top 100 - binnen: 20-09-2008 | "Death Magnetic" in de Nederlandse Album Top 100 - binnen: 20-09-2008 | "Death Magnetic" in de Nederlandse Album Top 100 - binnen: 20-09-2008 | "Death Magnetic" in de Nederlandse Album Top 100 - binnen: 20-09-2008 | "Death Magnetic" in de Nederlandse Album Top 100 - binnen: 20-09-2008 | "Death Magnetic" in de Nederlandse Album Top 100 - binnen: 20-09-2008 |
| Week                                                                  | 01                                                                    | 02                                                                    | 03                                                                    | 04                                                                    | 05                                                                    | 06                                                                    | 07                                                                    | 08                                                                    | 09                                                                    | 10                                                                    | 11                                                                    | 12                                                                    | 13                                                                    | 14                                                                    | 15                                                                    | 16                                                                    | 17                                                                    | 18                                                                    | 19                                                                    |
| --------------------------------------------------------------------- | --------------------------------------------------------------------- | --------------------------------------------------------------------- | --------------------------------------------------------------------- | --------------------------------------------------------------------- | --------------------------------------------------------------------- | --------------------------------------------------------------------- | --------------------------------------------------------------------- | --------------------------------------------------------------------- | --------------------------------------------------------------------- | --------------------------------------------------------------------- | --------------------------------------------------------------------- | --------------------------------------------------------------------- | --------------------------------------------------------------------- | --------------------------------------------------------------------- | --------------------------------------------------------------------- | --------------------------------------------------------------------- | --------------------------------------------------------------------- | --------------------------------------------------------------------- | --------------------------------------------------------------------- |
| Nummer                                                                | 1                                                                     | 2                                                                     | 2                                                                     | 3                                                                     | 7                                                                     | 11                                                                    | 13                                                                    | 16                                                                    | 19                                                                    | 31                                                                    | 38                                                                    | 41                                                                    | 35                                                                    | 42                                                                    | 39                                                                    | 41                                                                    | 38                                                                    | 41                                                                    | 40                                                                    |
| Week                                                                  | 20                                                                    | 21                                                                    | 22                                                                    | 23                                                                    | 24                                                                    | 25                                                                    | 26                                                                    | 27                                                                    | 28                                                                    | 29                                                                    | 30                                                                    | 31                                                                    | 32                                                                    | 33                                                                    |                                                                       | 34                                                                    | 35                                                                    | 36                                                                    |                                                                       |
| Nummer                                                                | 48                                                                    | 61                                                                    | 76                                                                    | 69                                                                    | 71                                                                    | 63                                                                    | 83                                                                    | 93                                                                    | 79                                                                    | 72                                                                    | 98                                                                    | 89                                                                    | 100                                                                   | 97                                                                    | uit                                                                   | 87                                                                    | 90                                                                    | 95                                                                    | uit                                                                   |